# Ian Parker
Ian Maxwell Parker (ur. 26 lutego 1998) – amerykański zapaśnik walczący w stylu wolnym. 
Srebrny medalista mistrzostw panamerykańskich w 2025 roku. 
Zawodnik St. Johns High School i Iowa State University.